# 久伊豆社 (蓮田市南新宿)
久伊豆社（ひさいずしゃ）は、埼玉県蓮田市の神社。

## 歴史
創建年代は不明である。ただ江戸時代後期の地誌『新編武蔵風土記稿』に記載されていることから、その頃には既に存在していたものと推測される。当地は岩槻藩の領地であったことから、岩槻との関係が深く、岩槻の鎮守だった久伊豆神社から分霊を勧請したという。「城観寺」が別当寺であった。城観寺は武蔵国足立郡倉田村（現・埼玉県桶川市倉田）の明星院を本寺とする真言宗の寺院であったが、明治初期の神仏分離により、廃寺に追い込まれた。
1873年（明治6年）、近代社格制度に基づく「村社」に列せられた。
現在の社殿は、1906年（明治39年）に建てられたものである。1955年（昭和30年）に改修工事が施されている。かつては「樹齢二千年」と称する杉の大木があったが、1979年（昭和54年）の落雷で大破したため、伐採された。

## 交通アクセス
- 白岡駅より徒歩24分。